# Rifkrieg (1921–1926)
Als Rifkrieg, auch Zweiter Marokkanischer Krieg, wird der zwischen 1921 und 1926 militärisch ausgetragene Konflikt zwischen den Rifkabylen unter Mohammed Abd al-Karim einerseits und Spanien sowie Frankreich (ab 1924) andererseits bezeichnet.
Spanien versuchte, basierend auf dem Vertrag von Fès vom 30. März 1912 und dem französisch-spanischen Vertrag vom 27. November 1912, seine Herrschaft auf das gesamte ihm zugesprochene Kolonialgebiet in Nordmarokko auszudehnen. 1926 gelang es spanischen Truppen schließlich, ausgehend von ihren alten Stützpunkten an der Küste Plaza de soberanía das gesamte Protektoratsgebiet zu erobern. Dabei wurden Gasbomben eingesetzt. Die Spätfolgen dieses Chemiewaffeneinsatzes dauern bis heute an.
Bereits 1859/60 fand der Erste Marokkanische Krieg statt, auch Spanisch-Marokkanischer Krieg genannt – es war der erste Versuch der Erweiterung des spanischen Einflusses in Marokko. Nach den Rifkriegen 1893 und 1909 war der Rifkrieg von 1921 bis 1926 der letzte in einer Reihe von Konflikten auf dem Gebiet des Rif-Gebirges.

## Vorgeschichte
Bis 1920 baute Frankreich die Kontrolle über seinen Teil Marokkos aus und forderte von Spanien, sein Protektoratsgebiet vollständig zu besetzen. 1920 eroberten die Spanier die Stadt Chauen im Westen des Rifs. Sie behandelten die Rifkabylen schlecht. Spanien verwandelte in seinem Herrschaftsbereich Marokko in eine „Mischung aus Schlachtfeld, Bordell und Taverne“, so der spanische Schriftsteller Arturo Barea. Spanien hatte für seine Interventionen in Nordafrika – und nach französischem Vorbild – im Januar 1920 die Spanische Legion gegründet (José Millán-Astray); Oberst Francisco Franco befehligte eines der vier Bataillone (Banderas) und war Millán-Astrays Stellvertreter.

## Der Krieg
Ab 1921 begannen spanische Truppen, unter dem propagandistischen Vorwand einer Strafexpedition zur Ergreifung des Rebellen Ahmed ben Mohammed el-Raisuli, das spanische Protektoratsgebiet im Rifgebirge zu besetzen. Die Besetzung wurde übereilt und ohne Sicherung der Nachschublinien durchgeführt.
Der Führer der Berberstämme, Mohammed Abd al-Karim, sandte eine Warnung an den spanischen General Manuel Fernández Silvestre, dass, sollte er den Fluss Amekran überqueren, man dies als Kriegserklärung betrachten werde. Der Spanier sandte dennoch einen Voraustrupp über den Fluss, der auf Monte Abarrán (ca. 500 m ü. M.) eine Stellung mit 276 Mann Besatzung errichten sollte. Am gleichen Nachmittag wurde die Stellung von rund 1.000 Rifkabylen umzingelt, wobei 179 Spanier getötet wurden und die übrigen den Rückzug antreten mussten.
Am 22. Juli 1921 wurden die spanischen Stellungen bei Annual im nordöstlichen Marokko direkt angegriffen. In den drei Wochen der Schlacht von Annual kamen gemäß Untersuchungsbericht (Expediente Picasso) über 13.000 spanische Soldaten ums Leben. Nach dem Desaster von Annual gab es einen Strategiewechsel auf spanischer Seite. Für die vom deutschen Chemiker Hugo Stoltzenberg geplante Vergiftung mit Senfgas wurde das zentrale Rif bis Anfang 1925 zunehmend geordnet von den spanischen Truppen geräumt. Im Westen bei Tétouan zogen sie sich hinter eine nach Miguel Primo de Rivera bezeichnete Linie zurück und befestigten sie. Im Osten verteidigten sie ein reduziertes Gebiet um Melilla. Spanien beschaffte sich wechselweise chemische Waffen von den ehemaligen Kriegsparteien Deutschland und Frankreich.
In der Euphorie des Sieges proklamierten die Rifkabylen 1923 die Rif-Republik – deren Existenz widersprach jedoch der europäischen Einigung über die Aufteilung Marokkos. Es wurde eine wirksame Seeblockade gegen die Rif-Republik durchgeführt.
Der französische Kriegsminister Paul Painlevé traf am 17. Juni 1925 in Madrid eine Vereinbarung mit dem Diktator Miguel Primo de Rivera. Am 13. Juli 1925 wurde Philippe Pétain zum Oberbefehlshaber der französischen Rif-Armee ernannt. Er verfügte über mehr als hundert Bataillone, nicht gezählt die mehr als 350.000 Harkas des Majzen, der Verwaltung des Sultans Mulai Yusuf. Ab 1925 besetzten 250.000 Mann unter Pétain die fruchtbaren Gebiete in Französisch-Marokko und unterbanden die Versorgung der Rif-Republik mit Lebensmitteln. Völkerrechtswidrig wurde gegen das im Juni 1925 unterzeichnete Genfer Protokoll verstoßen, indem gegen das von der Rif-Republik kontrollierte Gebiet über 500 Tonnen bzw. 10.000 Behälter Senfgas eingesetzt wurden.
Am 8. September 1925 landeten spanische Truppen an der Küste bei Al Hoceïma. Im Folgejahr rückten die Spanier in den Rif ein, von Süden drangen die Franzosen vor. Am 27. Mai 1926 ergab sich Abd al-Karim den Franzosen, ein Jahr später beendete der letzte Stamm der Rifkabylen den Kampf.

„Die französische Regierung duldete die spanischen Praktiken ohne Kritik. Sie hatte vom deutsch-spanischen Gasgeschäft Kenntnis, ohne dagegen einzuschreiten, denn sie setzte auf eine möglichst schnelle Beendigung des Krieges. Auch der britische Geheimdienst wusste vom spanischen Gaseinsatz. Großbritannien wollte Spaniens Situation in Marokko gestärkt sehen. Hier ging es um übergeordnete britische Interessen im mediterranen Raum.“

## Folgen

Spanisch-Marokko

Der Einsatz von Senfgas stellte einen Bruch der Haager Landkriegsordnung dar. Die Verseuchung mit Senfgas führte dazu, dass das Gebiet um Al-Hoceima auch heute noch die Lungenkrebsstatistik in Marokko anführt. Der Sieg wurde um den Preis einer nachhaltigen Kontamination weiter Gebiete errungen und kostete tausende Menschen das Leben.
Das Protektorat Spanisch-Marokko bestand bis 1957. Anschließend zogen sich die spanischen Truppen wieder auf die alten Stützpunkte der Plazas de soberanía zurück.